# روجر دبليو. هنت
روجر دبليو. هنت (بالإنجليزية: Roger W. Hunt)‏ هو سياسي أمريكي، ولد في 23 فبراير 1938 في فلاندريو في الولايات المتحدة، وتوفي في 9 نوفمبر 2018. حزبياً، نشط في الحزب الجمهوري. وقد انتخب عضو داكوتا الجنوبية البيت النواب.